# Kungsleden
För andra betydelser, se Kungsleden (olika betydelser).

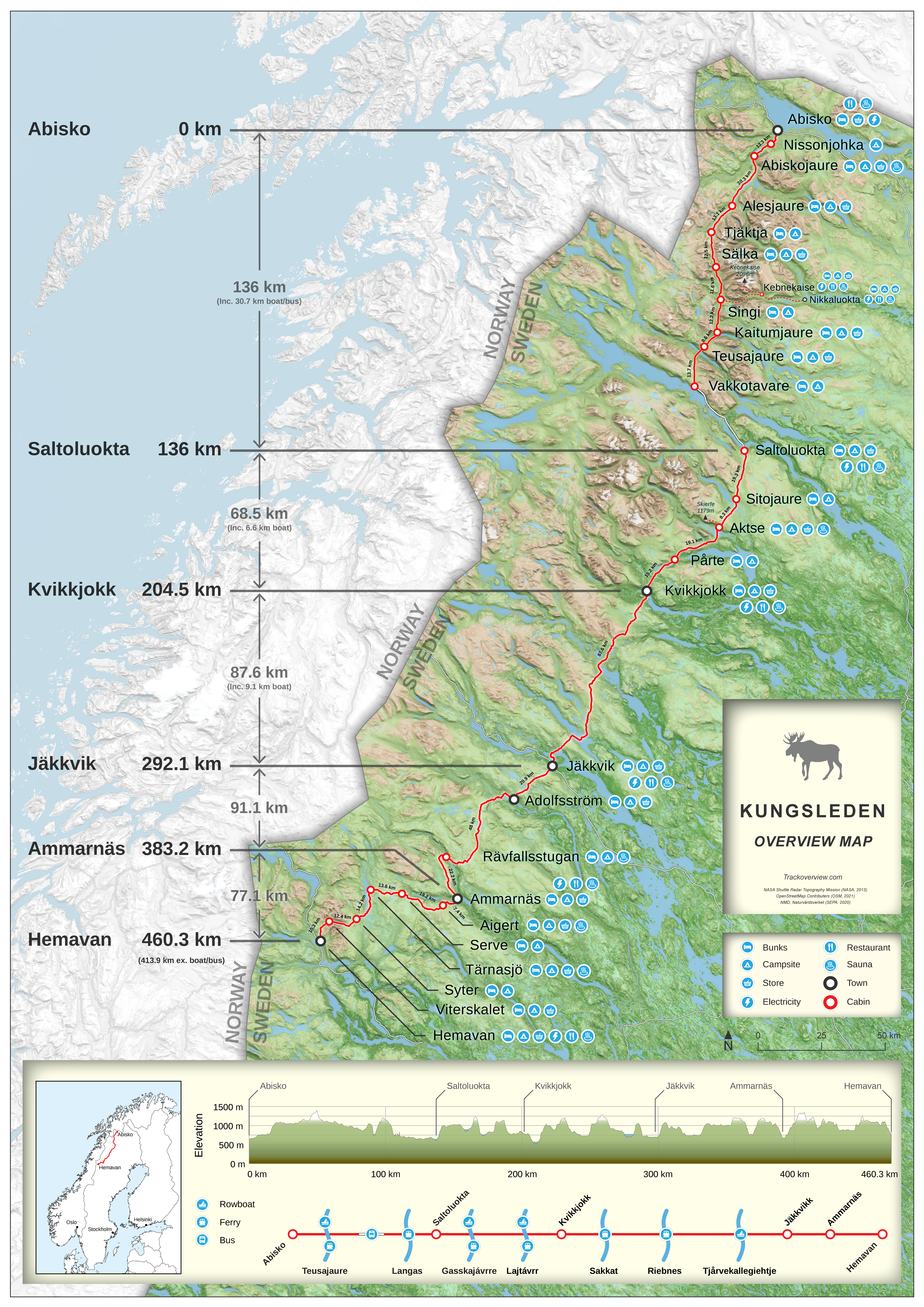
Karta över Kungsledens sträckning från Abisko till Hemavan. Med avståndsmarkeringar och bekvämlighetsplatser.

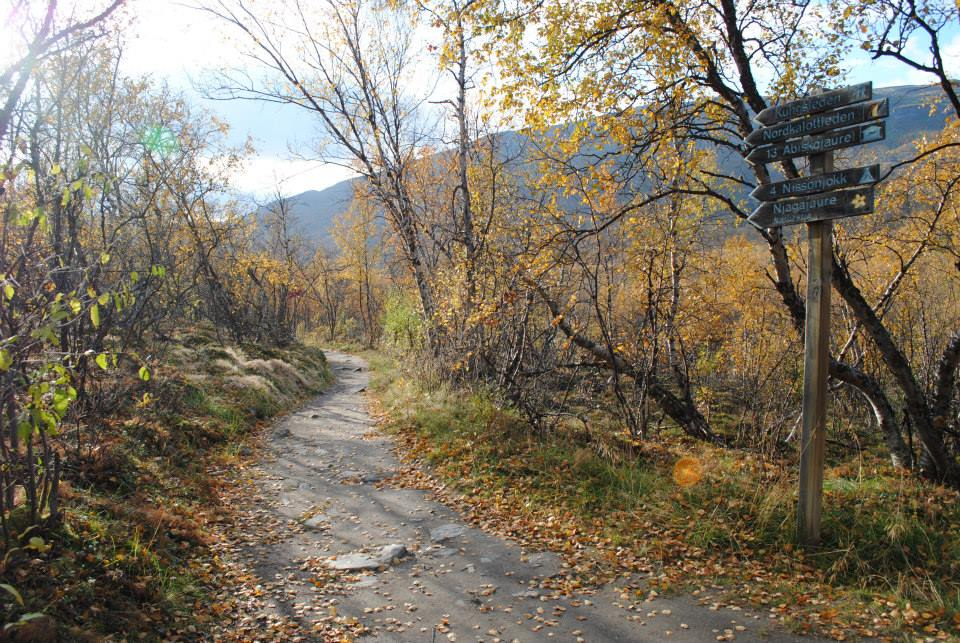
Kungsleden någon kilometer från Abisko turiststation

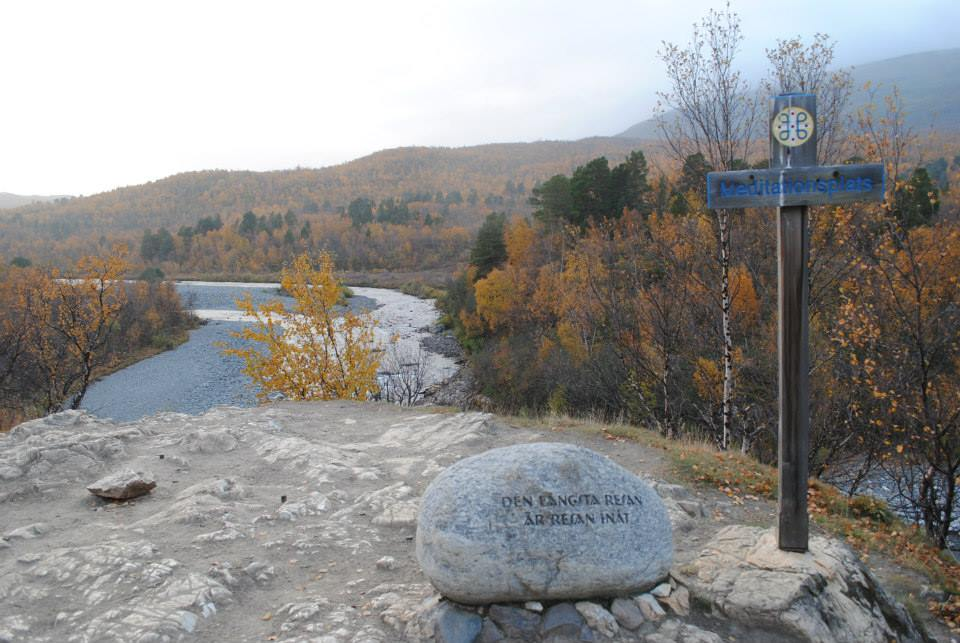
Den tredje meditationsplatsen vid Abisko och marmorbrottet, i Dag Hammarskjölds fotspår.

Kungsleden är en vandringsled som går genom fjällen i Lappland i Sverige. Den sträcker sig cirka 450 km mellan Abisko i norr och Hemavan i söder. Leden passerar bland annat Kebnekaisemassivet, Stora Sjöfallet, Kvikkjokk, Jäkkvik och Ammarnäs. Den går genom huvudsakligen obebyggda områden i kommunerna Kiruna, Gällivare, Jokkmokk, Arjeplog, Sorsele och Storuman.

## Att vandra längs Kungsleden
Kungsleden är mycket välbesökt under sommarhalvåret. Vandringen är varierande och passar både nybörjare och erfarna vandrare, mycket beroende på vilken sträcka av leden man väljer, hur fort man väljer att vandra, om man väljer att bo i stuga eller att tälta, hur länge man planerar att vara ute etc.
Längs den största delen av Kungsleden ligger övernattningsstugor som drivs av Svenska Turistföreningen. De etapper där övernattningsstugor saknas (till exempel mellan Kvikkjokk och Jäkkvik) passar bäst för de vandrare som gärna tältar och inte vill trängas med andra. Dessa etapper brukar vara de minst besökta.
Åtskilliga övernattningsstugor är öppna och bemannade även vintertid (normalt mars–april), varför åtminstone delen Abisko–Kebnekaise lämpar sig för vinterturer, även för nybörjare.
Längs med Kungsleden har Svenska kyrkan, tillsammans med länsstyrelsen och Svenska Turistföreningen, anlagt sju meditationsplatser för att hedra Dag Hammarskjöld. Meditationsplatserna anlades 2004 och består av en sten med ingraverade citat från Dag Hammarskjölds teologiska reflektioner "Vägmärken".
Rekordet att springa Kungsleden Abisko–Hemavan (alltså inte bara till Kvikkjokk eller den mycket kortare rutten till Nikkaluokta) har Dennis Källerteg med 3 dagar, 19 timmar och 58 minuter, från 3 september 2020. Rekordet från året innan var 4 dagar och 14½ timme. Det kvinnliga rekordet, som i ett år var snabbare än det manliga rekordet har Emelie Forsberg med 4 dagar och 21 timmar från 2018-07-09.

## Historik
Arbetet med att anlägga Kungsleden påbörjades efter initiativ från Svenska Turistföreningen (STF) vid sekelskiftet 1900. I STF:s årsbok 1900 beskriver föreningens sekreterare Louis Améen att styrelsen ritat ett streck på kartan mellan Torne Träsk och Kvikkjokk, och sagt att "Här ska bli kungsvägen genom Lapplands fjällvärld". Den första delen anlades mellan Abisko och Kvikkjokk och de första stugorna var Abiskojaure- och Kebnekaisestugorna 1907. Leden mellan Abisko och Vakkotavare rösades 1926–1927. 1928 användes namnet Kungsleden av STF för första gången. På 1950-talet slutade Kungsleden i Ammarnäs och 1975 förlängdes leden officiellt från Ammarnäs till Hemavan. 1977 skapades det statliga ledsystemet i fjällen, i vilket Kungsleden kom att ingå.

## Alternativa etapper
På de flesta etapper finns en stuga eller fjällstation. En ofta använd etapp är en 33 km lång led, som går till och från Kungsleden, från Singi via Kebnekaise fjällstation och vidare till Nikkaluokta.

### Abisko–Singi
- Abisko–Abiskojaure, 15 km
- Abiskojaure–Alesjaure, 20 km

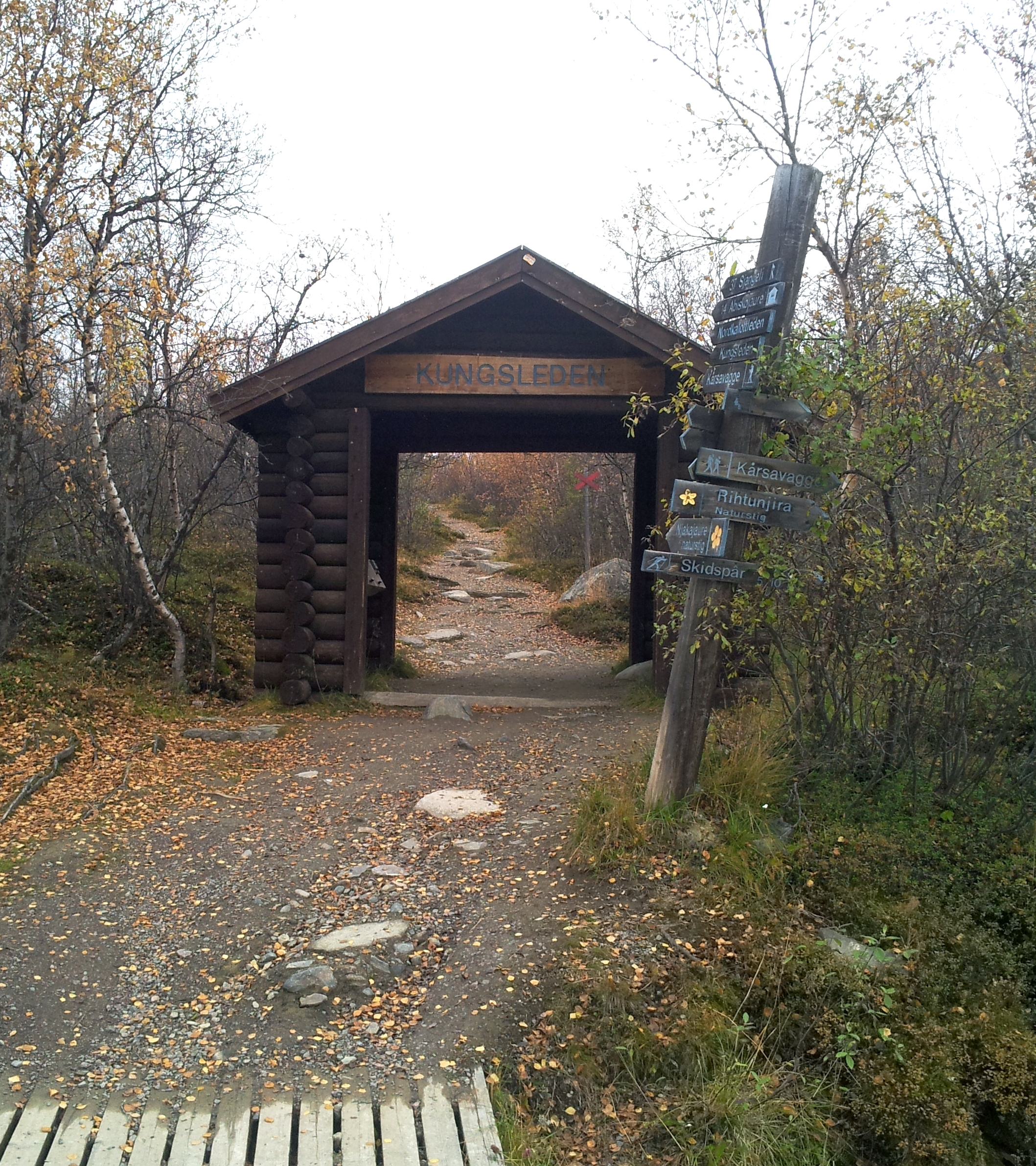
Kungsledens startpunkt i Abisko, september 2012

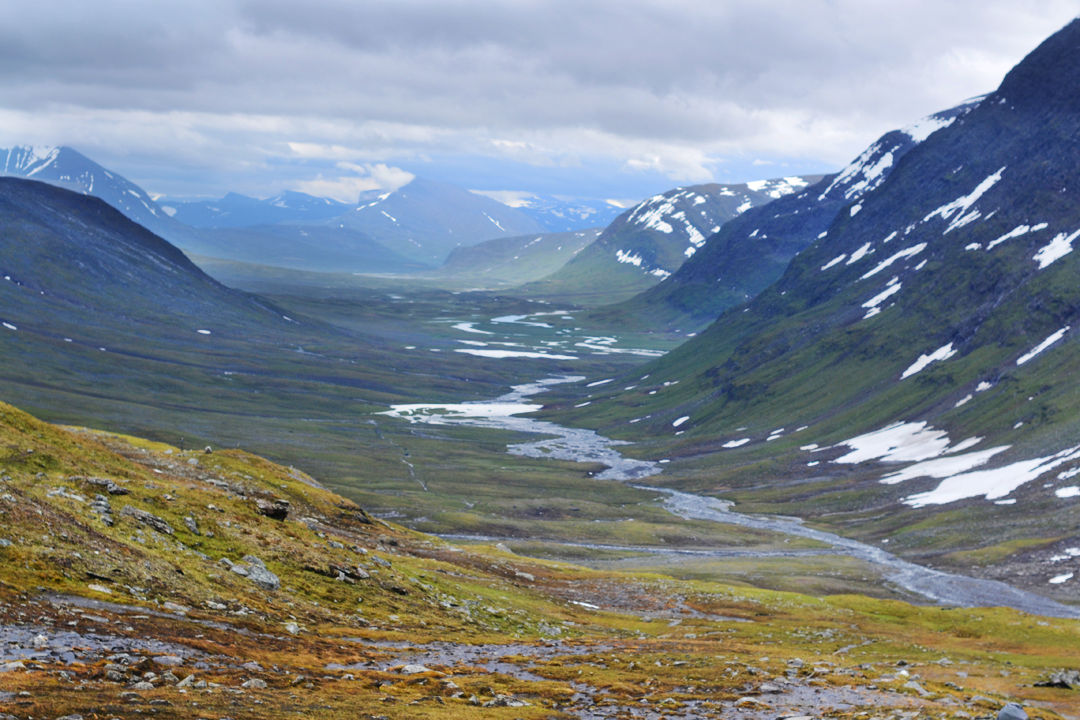
Utsikten från Tjäktjapasset, den högsta punkten på Kungsleden.

- Alesjaure–Tjäktjapasset, 13 km
- Tjäktjapasset–Sälka, 12 km
- Sälka–Singi, 12 km

### Singi–Vakkotavare
- Singi–Kaitumjaure, 13 km
- Kaitumjaure–Teusajaure, 9 km
- Teusajaure–Vakkotavare, 15 km

### Saltoluokta–Kvikkjokk
- Saltoluokta–Sitojaure, 19 km
- Sitojaure–Aktse, 10 km
- Aktse–Pårte, 22 km
- Pårte–Kvikkjokk, 17 km

### Kvikkjokk–Jäkkvik
- Kvikkjokk–Jäkkvik, 96 km

### Jäkkvik–Ammarnäs
- Jäkkvik–Ammarnäs, 83 km

### Ammarnäs–Hemavan
- Ammarnäs–Aigert, 8 km
- Aigert–Serve, 19 km
- Serve–Tärnasjö, 14 km
- Tärnasjö–Syter[förtydliga], 14 km
- Syter–Viterskalet, 12 km
- Viterskalet–Hemavan, 11 km

### Nikkaluokta–Singi (anslutning till Kungsleden)
- Nikkaluokta–Kebnekaise fjällstation, 19 km
- Kebnekaise fjällstation–Singi, 14 km